# Gnaeus Baebius Tamphilus (Prätor)
Gnaeus Baebius Tamphilus († nach 167 v. Chr.) war ein im 2. Jahrhundert v. Chr. lebender Politiker der Römischen Republik aus der  plebejischen Familie der Baebier.
Von Baebius’ Leben ist wenig bekannt. 168 v. Chr. amtierte er als Stadtprätor von Rom. Im darauffolgenden Jahr 167 v. Chr. gehörte er zusammen mit Publius Aelius Ligus (Konsul 172 v. Chr.), Gaius Cicereius, Publius Terentius Tuscivicanus und Publius Manilius (vielleicht Vater des gleichnamigen Konsuls von 120 v. Chr.) zu einer fünfköpfigen Senatskommission, deren Aufgabe in der Neuordnung Illyriens bestand.
Möglicherweise ist Gnaeus Baebius Tamphilus mit dem gleichnamigen, vom älteren Plinius erwähnten Prätorier identisch, der unerwartet verstarb, ohne dass die Todesursache feststellbar war.